# Список серий аниме Kaze no Stigma
Данная статья содержит описание серий аниме-сериала Kaze no Stigma, снятого режиссёром Дзюнъити Сакатой на японской студии Gonzo в 2007 году.
Манга-версия Нэко Миякай, выходящая с апреля 2007 года в журнале Monthly Dragon Age, пока насчитывает два тома.
| |                                                                                 |                     |  |
| 01 | Возвращение ветра «Кадзэ но кикан» (風の帰還)                                   | 13 апреля 2007 г.   |  |
| Бывший член клана Каннаги Кадзума Ягами возвращается в Японию. Теперь он владеет магией ветра. Когда Каннаги узнают о его возвращении, кто-то убивает нескольких членов клана. Все сразу начинают обвинять Кадзуму. Наследница клана Аяно хочет встретиться и разобраться с ним. Вскоре на глазах Кадзумы и Аяно от ветра погибают ещё два члена клана. Аяно уже не сомневается в виновности Кадзумы, хотя тот полностью отвергает свою вину. |                                                                                 |                     |  |
| 02 | Разногласия в прошлом «Како то но тайкэцу» (過去との対決)                       | 20 апреля 2007 г.   |  |
| Кадзума отказывается встречаться с главой клана, и тогда за ним приходит его отец, который и выгнал его из общины. Происходит короткая схватка, в которой побеждает Кадзума. В гостинице его встречает младший брат Рэн, которому тоже не удаётся убедить Кадзуму встретиться с главой. Из-за позднего времени Рэн остаётся в номере Кадзумы, а ночью на них нападает вражеский маг ветра. Пока Аяно выбиралась из-под обломков, а маг отвлекал Кадзуму, Рэна похитил другой маг ветра. |                                                                                 |                     |  |
| 03 | Глава семьи Каннаги «Каннаги со:кэ» (神凪宗家)                                  | 27 апреля 2007 г.   |  |
| Кадзума встречается с главой клана Каннаги. Глава говорит ему и присоединившейся к ним Аяно, что их враг — клан Фууга. Фууга хотят отомстить Каннаги, а для этого им надо освободить своего бога, принеся в жертву Рэна. Кадзума говорит, что готов помочь, если Каннаги ему заплатят. Они с Аяно едут спасать Рэна, но на полпути на них нападает враг. |                                                                                 |                     |  |
| 04 | Контрактор «Конторакута:» (契约者(コントラクター))                              | 04 мая 2007 г.      |  |
| Оставив Аяно разбираться с врагом, Кадзума в последнюю секунду успевает спасти Рэна от демона, но вскоре появляется маг ветра, с которым осталась сражаться Аяно. Кадзума делает вывод, что она проиграла. В этого мага вселяется демон и уничтожает клан Фууга. Последовав за демоном, братья находят Аяно, и Кадзума спасает её от смерти. Продолжив преследование, они оставляют Рэна сражаться с духами, а сами вскоре вступают в бой с демоном. Вместе они побеждают. |                                                                                 |                     |  |
| 05 | Тот, кто не принял её колебания «Маёй о сутэта моно» (迷いを捨てた者)           | 11 мая 2007 г.      |  |
| Кадзуму пригласили в дом Каннаги. Там он встретил Мисао Оогами, которая обвинила его в смерти брата и напала на него. Попросив не наказывать девушку, Кадзума ушёл. Позже Аяно увидела Кадзуму в городе с женщиной. Выйдя из себя, она попыталась проследить за ним, но потеряла и вызвала Рэна. Уже вдвоём они находят Кадзуму уже с Мисао. Проследив за ними, Аяно и Рэн стали свидетелями неудавшегося покушения Мисао на жизнь Кадзумы. Но Кадзума опять простил её и попросил Аяно не вмешиваться. Позже с Мисао встречается таинственный человек и предлагает ей силу и месть. Ещё немного позднее в метро погибает женщина. |                                                                                 |                     |  |
| 06 | Обратная сторона силы «Тикара но дайсё:» (力の代償)                             | 18 мая 2007 г.      |  |
| В городе убито много людей. Каннаги поручили расследование Кадзуме. Используя Аяно как приманку, он узнаёт, что это дело рук Мисао. Но даже теперь он не даёт Аяно разобраться с ней. Семья Мисао считает, что убить Мисао — это их долг. Аяно вызывается задержать на это время Кадзуму. Семья Мисао нанимает детектива, чтобы найти девушку, и встречается с ней, а Аяно и Рэн ждут Кадзуму. И он приходит. |                                                                                 |                     |  |
| 07 | Цена души «Тамасий но нэдан» (魂の値段)                                         | 25 мая 2007 г.      |  |
| Аяно удалось отвлечь Кадзуму, но в это время Мисао убила всех своих родственников. Кадзума, Аяно и Рэн приходят на место происшествия, и Мисао опять пытается убить Кадзуму, но ей не хватает сил. Выясняется, что её обманул Михаэль Харли, который сам хочет его убить. Мисао в шоке, и её сила выходит из-под контроля. Харли превращает её в дракона, который нападает на Кадзуму, Аяно и Рэна. Аяно несколько раз пытается атаковать дракона, пока тот едва не ранит её, но Кадзума спасает девушку и просит её задержать дракона на пять минут, что Аяно с Рэном и делают, пока Кадзума призывает силу. Они побеждают дракона, и Кадзума говорит Мисао, что она должна искупить свои грехи. По решению главы клана Мисао уходит в монастырь. |                                                                                 |                     |  |
| 08 | Катастрофа Аяно «Аяно-тян но сайнан» (綾乃ちゃんの災難)                         | 01 июня 2007 г.     |  |
| В школе Аяно объявились призраки, и клану Каннаги поручили разобраться с этим делом. Отец Аяно поручает Кадзуме стать её телохранителем. В школе они встречают подруг Аяно, Юкари и Нанасэ, которые идут с ними. В итоге выясняется, что людей пугали феи. |                                                                                 |                     |  |
| 09 | Встреча под лунным сиянием «Гэкка но дэай» (月下の出会い)                       | 08 июня 2007 г.     |  |
| Рэн встречает молодую девушку Аюми, которая сбежала из семьи Цувабуки, самого сильного клана магов земли. Видя, как плохо они относятся к ней, Рэн решает использовать свою силу огня, чтобы защитить её, таким образом начиная конфликт между Каннаги и семьёй Цувабуки. Между тем, Кадзума соглашается помочь племени Тиана, маленьким эльфам, вернуть украденную семьёй Цувабуки реликвию. |                                                                                 |                     |  |
| 10 | Долг защитника «Маморубэки хито» (護るべき人)                                   | 15 июня 2007 г.     |  |
| Аюми говорит Рэну, что хочет пойти на пляж, но там они встречаются с представителями семьи Цувабуки. Противники не смогли победить Рэна в бою и забрать девушку силой. Тогда они раскрывают Рэну правду: Аюми является не человеком, а клоном, специально созданным для ритуала Тайсай для запечатывания горы Фудзи. Между тем, Кадзума наблюдает за домом Цувабуки и ждёт появления реликвии. |                                                                                 |                     |  |
| 11 | Собственный выбор «Сорэдзорэ но кэцуи» (それぞれの決意)                         | 22 июня 2007 г.     |  |
| Рэн и Аяно идут в особняк Цувабуки, чтобы попытаться спасти Аюми, и в это же время появляется Кадзума и помогает им. Рэн решает спасти жизнь Аюми путём уничтожения самой главной проблемы — бегемота, который запечатан в гору Фудзи. |                                                                                 |                     |  |
| 12 | Признания в лунную ночь «Гэкка но кокухаку» (月下の告白)                        | 29 июня 2007 г.     |  |
| Рэн и Кадзума спасают Аюми и Маюми, но в попытке спастись из пещеры ломают печать демона горы Фудзи. Курэха пытается вернуть девушек, чтобы завершить ритуал Великого Праздника и получить силу демона. Кадзума раскрывает глаза Курэхе, говоря ей, что всё это время демон управлял ей в попытке освободиться. Демон вырывается на свободу и забирает силу, данную Курэхе. Рэн, Кадзума и Аяно пытаются уничтожить демона, но их сил недостаточно. Разъярённая Курэха наконец-то обретает собственную силу магов земли и также нападает на демона, но тот уничтожает её. Переживающая за Рэна Аюми решает провести обряд Великого Праздника, чем уменьшает силу демона, но при этом она тратит слишком много сил. Рэн, Кадзума и Аяно уничтожают демона, но Аюми уже нельзя спасти — она умирает. Маюми просит прощения у умирающей Аюми, а Рэн признаётся ей в любви. Девочка умирает, превратившись в песок. |                                                                                 |                     |  |
| 13 | Прогулка по парку развлечений «Ю:энти ни ико:!» (遊園地に行こう!)               | 06 июля 2007 г.     |  |
| Пытаясь заставить Кадзуму и Аяно пойти на свидание, её отец придумывает задание в парке развлечений. Естественно, за весь день не случилось ничего сверхъестественного. Но зато Аяно успела побить псевдоуборщика, поставившего камеры в женском туалете, и двоих парней, пристающих к девушкам. Также Кадзума и Аяно прокатились на колесе обозрения. Рэн тоже неплохо провёл время со своими друзьями и смог отвлечься от своей печали. |                                                                                 |                     |  |
| 14 | Очередные несчастья Аяно «Аяно-тян но саранару сайнан» (綾乃ちゃんの更なる災難) | 13 июля 2007 г.     |  |
| В то время, когда Аяно обедала с Кадзумой в ресторане, на неё напала Кэтрин МакДональд, маг огня из Америки, которая приехала специально, чтобы победить принцессу Каннаги и заполучить Энрайх. Аяно побеждает её, но наносит серьёзные повреждения зданию, в котором находился ресторан, а её платье превращается в лохмотья. Желая утешить её, Кадзума отводит её в рамэнную. |                                                                                 |                     |  |
| 15 | Кэтрин возвращается «Кясарин рита:ндзу» (キャサリン•リターンズ)                 | 20 июля 2007 г.     |  |
| Проиграв Аяно, Кэтрин хочет взять реванш. Она нанимает Кадзуму в качестве тренера и в процессе тренировок влюбляется в него. В результате Кэтрин ставит Аяно ультиматум: если она победит, то заберёт Кадзуму с собой в Америку, а если победит Аяно, он останется. Когда они, наконец, встречаются в бою, Аяно приходится тяжело, но в конце концов она снова побеждает. |                                                                                 |                     |  |
| 16 | Отец и сын «Тити то ко то» (父と子と)                                           | 27 июля 2007 г.     |  |
| У отца Аяно появляется новый план как свести дочь с Казумой. Аяно с подругами, Кадзума и Рэн едут на горячие источники. Но план неожиданно рушится, ведь на горячие источники решает поехать и отец Кадзумы и Рэна, который тоже решил отдохнуть. Там-то Кадзума с Гэммой и встречаются. При каждом новом столкновении они обмениваются оскорблениями и начинают драку. Аяно предполагает, что это единственный способ их общения друг с другом. |                                                                                 |                     |  |
| 17. | Как одолеть волшебника «Махо:цукай но таосиката» (魔法使いの倒し方)             | 03 августа 2007 г.  |  |
| Нормальные подростки, которые когда-то были слабыми или от кого-то пострадали, становятся магами с большими способностями. И мало того, что эти «маги» пользуются своими новоприобретёнными возможностями во вред другим, они еще и говорят, что играют в игру, ставка в которой — более высокий «уровень». Кадзуму, Аяно и Нанасэ просят разобраться с этой проблемой. После победы над одним из новых магов Кадзума видит Цуй Линь, девушку, которая давно умерла. |                                                                                 |                     |  |
| 18 | Токио: Ролевая игра «То:кё: RPG» (东京RPG)                                      | 10 августа 2007 г.  |  |
| 19 | Пандемониум «Пандэмониуму» (パンデモニウム)                                     | 17 августа 2007 г.  |  |
| 20 | Иллюзия прошлого: Зелёный изумруд «Мидорииро но дзанъэй» (翠色の残影)           | 24 августа 2007 г.  |  |
| 21 | Безбашенный маг ветра «Кё:ран но фу:дзюцуси» (狂乱の風術師)                     | 31 августа 2007 г.  |  |
| 22 | Решимость и сомнения «Кэцуи то сюндзюн то» (決意と逡巡と)                       | 07 сентября 2007 г. |  |
| 23 | Багровое пламя «Ко:эн» (红炎)                                                   | 14 сентября 2007 г. |  |
| 24 | Что защитит ветер «Кадзэ но мамориси моно» (風の護りしもの)                     | 21 сентября 2007 г. |  |